# Asteromella acorella
Asteromella acorella är en svampart som först beskrevs av Sacc. & Penz., och fick sitt nu gällande namn av H. Ruppr. 1959. Asteromella acorella ingår i släktet Asteromella, klassen Dothideomycetes, divisionen sporsäcksvampar och riket svampar.   Inga underarter finns listade i Catalogue of Life.